# Premiul Bram Stoker pentru cea mai bună antologie
Premiul Bram Stoker pentru cea mai bună antologie (Bram Stoker Award for Best Anthology) este un premiu anual acordat de Horror Writers Association (HWA) pentru cel mai bună antologie de fantezie întunecată și literatură de groază.

## Câștigători și nominalizări
Următoarea este o listă de câștigători și nominalizări ale premiului Bram Stoker pentru cea mai bună antologie.
- 1998: Horrors! 365 Scary Stories, editată de Stefan Dziemianowicz, Martin H. Greenberg & Robert Weinberg
  - Robert Bloch's Psychos, editată de Robert Bloch
  - Best of Cemetery Dance, editată de Richard Chizmar
  - The Year's Best Fantasy and Horror, 11th Annual Collection), editată de Ellen Datlow & Terri Windling
- 1999: 999: New Stories of Horror and Suspense, editată de Al Sarrantonio
  - The Year's Best Fantasy and Horror, 12th Annual Collection, editată de Ellen Datlow & Terri Windling
  - The Mammoth Book of Best New Horror 10, editată de Stephen Jones
  - The Last Continent: New Tales of Zothique, editată de John Pelan
- 2000: The Year's Best Fantasy & Horror, 13th Annual Collection, editată de Ellen Datlow și Terri Windling
  - Brainbox: The Real Horror, editată de Steve Eller
  - Extremes: Fantasy & Horror from the Ends of the Earth, editată de Brian A. Hopkins
  - Bad News, editată de Richard Laymon
- 2001: Extremes 2: Fantasy and Horror from the Ends of the Earth, editată de Brian A. Hopkins
  - Trick or Treat: A Collection of Halloween Novellas, editată de Richard Chizmar
  - The Year's Best Fantasy and Horror, 14th Annual Collection, editată de Ellen Datlow & Terri Windling
  - The Best of Horrorfind, editată de Brian Keene
- 2002: The Darker Side, editată de John Pelan
  - Shivers, editată de Richard Chizmar
  - The Year's Best Fantasy and Horror, 15th Annual Collection, edtied de Ellen Datlow & Terri Windling
  - The Mammoth Book of Best New Horror 13, editată de Stephen Jones
  - Children of Cthulhu, editată de John Pelan & Benjamin Adams
- 2003: Borderlands 5, editată de Elizabeth Monteleone și Thomas F. Monteleone
  - Southern Blood: New Australian Tales of the Supernatural, editată de Bill Congreve
  - Gathering The Bones, editată de Jack Dann, Ramsey Campbell și Dennis Etchison
  - The Dark, editată de Ellen Datlow
  - The Year's Best Fantasy & Horror: 16th Annual Collection, editată de Ellen Datlow & Terri Windling
- 2004: The Year's Best Fantasy and Horror, 17th Annual, editată de Ellen Datlow, Kelly Link și Gavin Grant
  - Quietly Now, editată de Kealan-Patrick Burke
  - The Many Faces of Van Helsing, editată de Jeanne Cavelos
  - Shivers III, editată de Richard Chizmar
  - Acquainted with the Night editată de Barbara Roden și Christopher Roden
- 2005: Dark Delicacies, editată de Jeff Gelb și Del Howison
  - Outsiders, editată de Nancy Holder și Nancy Kilpatrick
  - Weird Shadows Over Innsmouth, editată de Stephen Jones
  - Corpse Blossoms, editată de Julia Sevin și RJ Sevin
- 2006: (tie)
  - Retro Pulp Tales, editată de Joe Lansdale
  - Mondo Zombie, editată de John Skipp
    - Aegri Somnia, editată de Jason Sizemore și Gill Ainsworth)
    - Alone on the Darkside, editată de John Pelan
- 2007: Five Strokes to Midnight editată de Gary Braunbeck și Hank Schwaeble
  - Inferno editată de Ellen Datlow
  - Dark Delicacies 2: Fear editată de Del Howison & Jeff Gelb
  - Midnight Premiere editată de Tom Piccirilli
  - At Ease with the Dead edited by Barbara & Christopher Roden
- 2008: Unspeakable Horror editată de Vince A. Liaguno și Chad Helder
  - Like a Chinese Tattoo editată de Bill Breedlove
  - Horror Library, Vol. 3 editată de R. J. Cavender
  - Beneath the Surface editată de Tim Deal
- 2009: He is Legend: An Anthology Celebrating Richard Matheson editată de Christopher Conlon
  - Lovecraft Unbound editată de Ellen Datlow
  - Poe editată de Ellen Datlow
  - Midnight Walk editată de Lisa Morton
- 2010: Haunted Legends  editată de Ellen Datlow și Nick Mamatas
  - Dark Faith editată de Maurice Broaddus și Jerry Gordon
  - Horror Library, Vol. 4 editată de R. J. Cavender și Boyd E. Harris
  - Macabre: A Journey through Australia's Darkest Fears editată de Angela Challis și Marty Young
  - The New Dead editată de Christopher Golden
- 2011: Demons: Encounters with the Devil and his Minions, Fallen Angels and the Possessed  editată de John Skipp[3]
  - Blood And Other Cravings editată de Ellen Datlow
  - Ghosts By Gaslight editată de Jack Dann și Nick Gevers
  - NEHW Presents: Epitaphs editată de Tracy L. Carbone
  - Supernatural Noir editată de Ellen Datlow
  - Tattered Souls 2 editată de Frank J. Hutton
- 2012: Shadow Show  editată de Mort Castle și Sam Weller
  - Dark Tales of Lost Civilizations editată de Eric J. Guignard
  - Hell Comes to Hollywood editată de Eric Miller
  - Horror for Good: A Charitable Anthology editată de Mark C. Scioneaux, R.J. Cavender, and Robert S. Wilson
  - Slices of Flesh editată de Stan Swanson
- 2013:[4] After Death... editată de Eric J. Guignard
  - Horror Library: Volume 5 editată de R.J. Cavender și Boyd E. Harris
  - Barbers & Beauties editată de Michael Knost și Nancy Eden Siegel
  - The Grimscribe’s Puppets editată de Joseph S. Pulver, Sr.
  - Dark Visions: A Collection of Modern Horror, Volume One editată de Anthony Rivera și Sharon Lawson